# Harry Schwarz
Harry Heinz Schwarz (13 de maio de 1924 – 5 de fevereiro de 2010) foi um advogado sul-africano, estadista e líder de oposição política de longa data contra o apartheid na África do Sul, que acabou servindo como Embaixador da África do Sul nos Estados Unidos durante a transição do país para a maioria regra. Schwarz saiu da pobreza infantil que experimentou como refugiado judeu-alemão para se tornar advogado e membro do Conselho Provincial do Transvaal, onde de 1963 a 1974 foi Líder da Oposição. No Julgamento de Rivonia de 1964, ele foi advogado de defesa. Defendendo uma oposição política mais agressiva às políticas raciais do Partido Nacional nas décadas de 1960 e 1970, como líder do Partido Unido no Transvaal e líder dos "Jovens Turcos" liberais, ele entrou em confronto com o estabelecimento do Partido Unido.
Ele foi o pioneiro na convocação da política branca para um fim negociado do apartheid e em 1974 assinou a Declaração de Fé Mahlabatini com Mangosuthu Buthelezi por uma sociedade democrática não racial na África do Sul. Ele esteve na oposição por mais de 40 anos e foi membro fundador do Partido Democrata. À luz de seu histórico, sua nomeação como Embaixador da África do Sul nos Estados Unidos em 1990 foi amplamente proclamada como um símbolo do compromisso do governo em acabar com o apartheid, e desempenhou um papel significativo na renovação da imagem da nação como a nova África do Sul democrática.
Como veterano da Segunda Guerra Mundial da Força Aérea da África do Sul durante os anos 1950, Schwarz co-fundou o Torch Commando, um movimento de ex-soldados para protestar contra a privação de direitos de pessoas de cor na África do Sul. Descrito como o "político mais agressivo" da África do Sul e um "dissidente" político, ele era conhecido por seus confrontos parlamentares com o governo do apartheid por causa de suas políticas raciais e econômicas. Em sua carreira política de 43 anos, na qual ganhou respeito de todo o espectro político, ele nunca perdeu uma eleição. Em 1988 recebeu a Ordem de Serviços Meritórios e recebeu vários Doutorados Honorários. Ele também foi um dos principais líderes da comunidade judaica da África do Sul e falou veementemente contra o antissemitismo.
Foi descrito pela Universidade de Stellenbosch como "um dos pais conceituais e morais da nova África do Sul" no sentido de que ele não foi apenas um dos mais proeminentes oponentes do apartheid, mas também de suas ideias e iniciativas. tomadas desempenharam um papel fundamental no desenvolvimento do conceito de uma democracia negociada na África do Sul, baseada nos princípios da liberdade e da justiça. Nelson Mandela, um amigo seu a quem visitou na prisão, descreveu-o como um "campeão dos pobres".